# لندن الأنجلو ساكسونية
يرتبط تاريخ لندن الأنجلو ساكسونية بتاريخ لندن خلال الفترة الأنجلوساكسونية، من القرن السابع إلى القرن الحادي عشر.
هُجرت مدينة لندينيوم البريطانية الرومانية في أواخر القرن الخامس، إلا أن جدار لندن ظل على حاله. كان هناك مستوطنة أنجلوساكسونية في أوائل القرن السابع، تدعى لندنويك، تقع نحو ميل واحد غرب لوندينيوم، إلى الشمال من شارع ستراند الحالي. خضعت لندنويك لسيطرة مملكة مرسيا المباشرة نحو عام 670. بعد وفاة أوفا ملك مرسيا عام 796، أصبحت محل نزاعٍ بين مرسيا ووسكس.
تكررت غارات الفايكنغ منذ ثلاثينيات القرن التاسع، ويُعتقد بأن جيش الفايكنغ قد عسكرَ في الأسوار الرومانية القديمة خلال شتاء عام 871. أعاد ألفرد العظيم فرض السيطرة الإنجليزية على لندن عام 886، ورمم حصونها. رُممت الأسوار الرومانية القديمة وأُعيد حفر الخندق الدفاعي، وأصبحت المدينة الرومانية القديمة الموقع الأساسي للسكان. أصبحت المدينة بحلول ذلك الوقت معروفة باسم لندنبرغ، ممثلةً بداية تاريخ حي مدينة لندن. هاجم سوين فوركبيرد لندن بغير نجاح في عامي 996 و1013، لكن ابنه كنوت العظيم سيطر في النهاية على لندن، وكل إنجلترا، عام 1016.
أصبح إدوارد المعترف، ربيب كنوت، ملكًا عام 1042. بنى دير وستمنستر، أول كنيسة كبيرة من الطراز الرومانسكي في إنجلترا، أصبحت مكانًا مُقدسًا عام 1065، وبنى قصر وستمنستر الأول. أدت وفاة إدوارد إلى مشكلة في وراثة الحكم، ونتج عنها في النهاية الغزو النورماندي لإنجلترا.

## لندنويك
هُجرت المدينة الرومانية في بداية الفترة الأنجلو ساكسونية، ولا يوجد أي دليل موثوق تقريبًا حول ما حدث في منطقة لندن من نحو عام 450 إلى 600. لم تكن المستوطنة الأنجلو ساكسونية الأولى في منطقة لندن، في موقع  المدينة الرومانية المهجورة، إلا أن سور لندن الروماني ظل سليمًا. لكن بحلول القرن السابع، تأسست قرية ومركز تجاري باسم لندنويك على بعد 1.6 كم تقريبًا غرب لندينيوم (سميت لندنبرغ، أو «حصن لندن»، من قِبل الأنجلو ساكسونيين)، واستخدمت على الأرجح مصب نهر فليت كميناء للسفن التجارية وقوارب الصيد.
في بدايات القرن الثامن، وُصفت لندنويك من قِبل بيدا المكرم بأنها «مركز تجاري للعديد من الأمم التي تزورها برًا وبحرًا». اشتُق المصطلح الإنجليزي القديم ويك أو «مدينة تجارية» من الكلمة اللاتينية فيكوس، وبالتالي كانت لندنويك تعني «مدينة لندن التجارية».
احتار علماء الآثار للعديد من السنوات حول المكان الذي توضعت فيه لندن الأنجلو ساكسونية الأولى، إذ لم يتمكنوا من الحصول على أدلة كافية للوجود السكاني ضمن أسوار المدينة الرومانية في تلك الفترة. على أي حال، في ثمانينيات القرن العشرين، أُعيد استكشاف لندن، وبعد عمليات حفر مستقلة مكثفة من قِبل عالمي الآثار آلان فينس ومارتن بيدل، تبيّن أن لهذه الحفريات المكتشفة طابع مدينة. في منطقة كوفنت غاردن، كشفت الحفريات في 1985 و2005 عن مستوطنة أنجلو ساكسونية كبيرة يرجع تاريخها إلى القرن السابع. تظهر الحفريات أن المستوطنة غطت نحو 600,000 متر مربع، تمتد على طول الطرف الشمالي لشارع الستراند من الموقع الحالي للمعرض الوطني في الغرب، إلى ألدويتش في الشرق.
بحلول عام 600 تقريبًا، أصبحت إنجلترا الأنجلو ساكسونية مقسمة إلى عدد من الممالك الصغيرة ضمن ما عُرف في النهاية باسم الممالك السبعة. من وسط القرن السادس، أُدرجت لندن ضمن مملكة إسكس، التي امتدت إلى أقصى الغرب حتى سانت ألبانز وشملت لفترة مقاطعتي ميدلسكس وسَري.
في عام 604، تحول سابرت ملك إسكس إلى المسيحية واستقبلت لندن ميليتوس، أول أسقف للندن في فترة ما بعد الرومان. في هذا الوقت، كانت إسكس مدينةً بالولاء لإيثيلبيرت ملك كينت، وتحت ظل إيثيلبيرت أسس ميليتوس أول كاتدرائية للسكسونيين الشرقيين، والتي تقول التقاليد بأنها في موقع معبد روماني قديم للآلهة ديانا (إلا أن معماريّ القرن السابع عشر السير كريستوفر رين لم يجد دليلًا على هذا). لربما كان المبنى الأصلي في البداية عبارة عن كنيسة متواضعة ليس أكثر، وعلى الأرجح أنه تدمر بعد نفي ميليتوس من المدينة من قِبل وريث سابرت الوثني عام 616. ظل أغلبية سكان لندن وثنيين خلال القسم الأكبر من القرن السابع، وشُغلت كرسي الأسقف بشكل متقطع، من قِبل سيد، بين عامي 653 و664، ومن قِبل واين، بين عامي 666 ونحو 672. أُنشئت أسقفية لندن مرة أخرى وللأبد عام 675، حين نصّب كبير أساقفة كانتربيري، ثيودور الطرسوسي، إركنوالد كأسقف.
أصبحت لندنويك تحت سيطرة مرسيا المباشرة في نحو 670، إذ تقلصت إسكس تدريجيًا بالحجم والمكانة. بعد وفاة أوفا ملك مرسيا عام 796، أصبحت محل نزاع بين مرسيا ووسكس.

## هجمات الفايكينغ

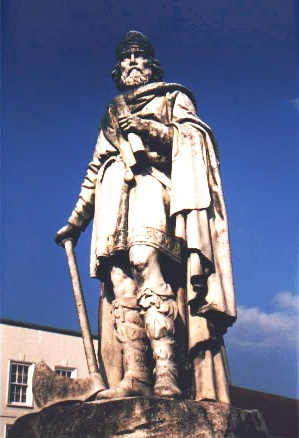
ألفريد العظيم

عانت لندن من هجمات الفايكنغ، التي تزايدت بشكل كبير من نحو عام 830 وما بعد. هوجمت لندن عام 842 في غارة وُصفت من قِبل أحد المؤرخين بأنها «المذبحة الكبرى». في عام 851، جاء طرف مَغير آخر، قيل بأنه يملك 350 سفينة، لنهب المدينة.
في عام 865، أطلق جيش الفايكنغ المعروف باسم الجيش الوثني العظيم حملة غزوٍ واسعة النطاق على مملكة أنجليا الشرقية الصغيرة. اجتاح شرق أنجليا ومرسيا ونورثمبريا واقترب من السيطرة على معظم إنجلترا الأنجلو ساكسونية. بحلول عام 871 وصل إلى لندن ويُعتقد بأنه عسكر ضمن الأسوار الرومانية القديمة خلال شتاء تلك السنة. رغم أنه من غير الواضح ما حدث خلال ذلك الوقت، لكن هناك احتمال أن تكون لندن قد وقعت تحت سيطرة الفايكنغ لفترة.
في عام 878، هزمت قوات ساكسون الغربية بقيادة ألفريد العظيم، الفايكنغ في معركة إيثندان وأجبرت قائدهم غثرام على طلب السلام. قسمت معاهدة ويدمور ومعاهدة ألفرد وغاثرام اللاحقة، إنجلترا وشكلت منطقة دينلو  الخاضعة للسيطرة الدنماركية.

## لندنبرغ
استُعيد الحكم الإنكليزي في لندن بحلول عام 886. وسرعان ما بدأ ألفرد بتأسيس مدن محصنة أو ما يُسمى بورغ (مستوطنات محصنة) عبر جنوب إنجلترا لتعزيز دفاعات مملكته: ولم تكن لندن استثناءً. خلال عشر سنوات، رُممت المستوطنة ضمن الأسوار الرومانية القديمة وأُعيد حفر الخندق الدفاعي. شكلت هذه التغييرات فعليًا بداية وجود مدينة لندن، التي لاتزال حدودها محددة نسبيًا بأسوارها القديمة.
باعتبار أن مركز لندنبرغ قد عاد ضمن الأسوار الرومانية، هُجرت لندنويك الأصلية بشكل كبير واكتسبت مع الوقت اسم إلدويك، «المستوطنة القديمة»، وهي مدينة قائمة اليوم باسم آلدويتش.

## لندن في القرن العاشر
عيّن ألفرد زوج ابنته إثيلريد، وريث مملكة مرسيا المدمرة، حاكمًا للندن وأسس بلدتين دفاعيتين للدفاع عن الجسر، الذي ربما أُعيد بناؤه في ذلك الوقت. أُنشئ حي ساوثوورك في النهاية الجنوبية للجسر، عُرف هذا الحي أيضًا باسم سوثرينغا جيورك («الحصن الدفاعي لرجال سَري»). من تلك اللحظة، بدأت مدينة لندن بتطوير إدارتها المحلية الفريدة الخاصة.
بعد وفاة إثيلريد، خضعت لندن لسيطرة الملوك الإنجليز المباشرة. استعاد ابن ألفرد، إدوارد الكبير، معظم الأراضي من نطاق السيطرة الدنماركية. بحلول أوائل القرن العاشر، أصبحت لندن مركز تجاري هام. على الرغم من أن المركز السياسي للندن كان ونشستر، إلا أن لندن بدأت تصبح مهمة بشكل متزايد. عقد أثيلستان العديد من المجالس الملكية في لندن وأصدر القوانين من هناك. فضّل إثيلريد الثاني، لندن عاصمةً له وأصدر قوانينه من هناك عام 978.